# Crosville-la-Vieille
Crosville-la-Vieille – miejscowość i gmina we Francji, w regionie Normandia, w departamencie Eure.
Według danych na rok 1990 gminę zamieszkiwało 427 osób, a gęstość zaludnienia wynosiła 55 osób/km² (wśród 1421 gmin Górnej Normandii Crosville-la-Vieille plasuje się na 509. miejscu pod względem liczby ludności, natomiast pod względem powierzchni na miejscu 483.).